# 扎比瓦卡

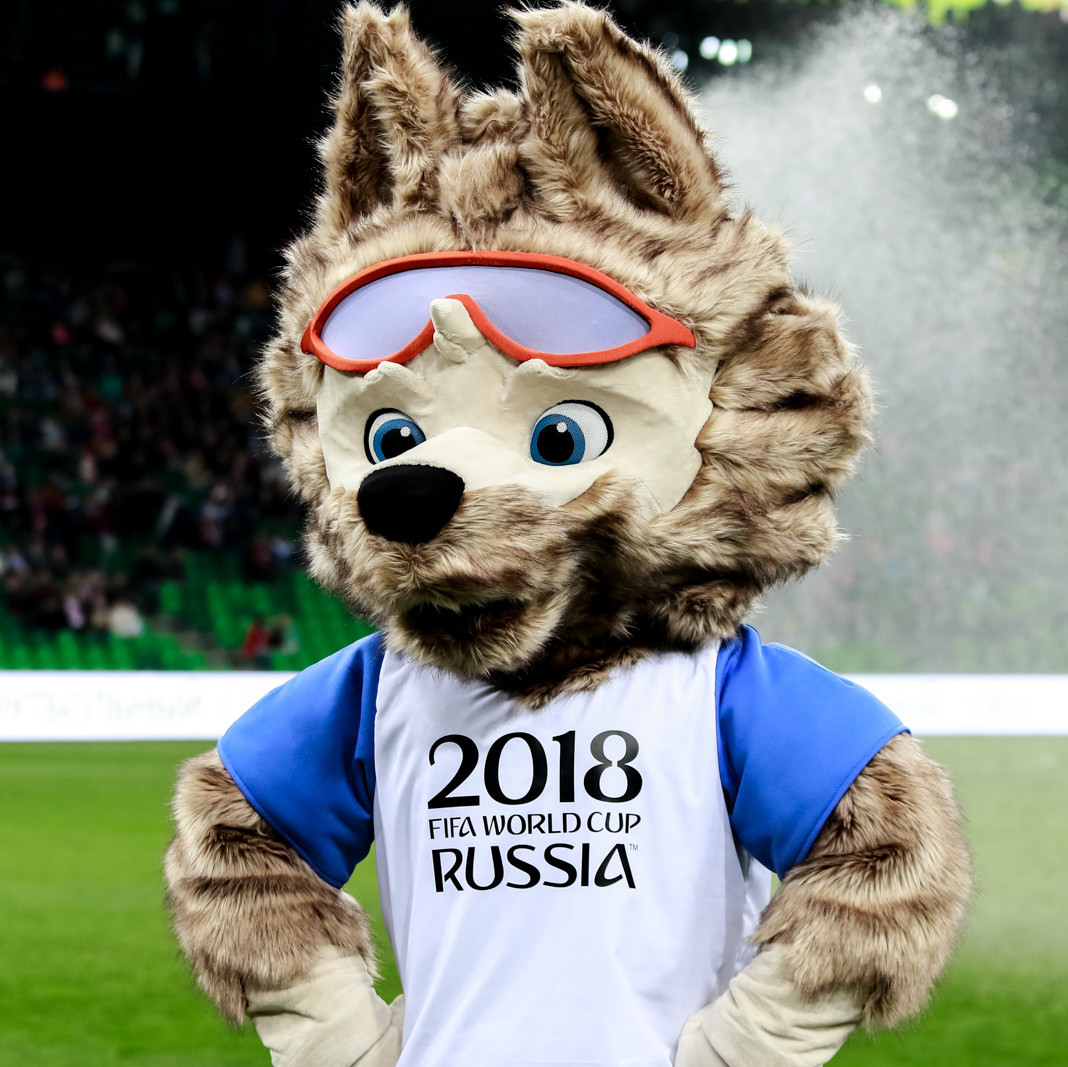
扎比瓦卡真人玩偶

扎比瓦卡（拉丁語：Zabivaka）為2018年俄羅斯世界盃足球賽的吉祥物，於2016年10月22日於俄罗斯第一电视台的“Evening Urgant”节目中揭曉。扎比瓦卡為一隻卡通人形西伯利亞平原狼。他是在全國投票中，以52.8%的得票率脫穎而出，領先其他兩個候選者—西伯利亚虎（26.8%）與西伯利亚貓（20.4%）。

## 簡介
Zabivaka由俄羅斯大學生叶卡捷琳娜·博恰洛娃（Ekaterina Bocharova）設計，名字在俄語中意為『射手』或『那個得分的人』之意；Zabivaka的毛色為白、棕相間，帶著運動護目鏡，衣著配色則為藍、白、紅，象徵俄羅斯國旗。
在俄羅斯的民間故事中，狼是非常有代表性的一個形象，其中於《伊凡王子與灰狼》裡，他是忠誠勇敢的化身，多次拯救王子，為他找來生命之水，俄羅斯畫家瓦斯涅佐夫根據這個故事所創作的油畫《騎著灰狼的伊凡王子》，被收藏在特列季亞科夫畫廊，相當珍貴。